# Hiromichi Kohata
Hiromichi Kohata (Tokio, 19 de diciembre de 1944 - Gijón, 28 de mayo de 2021) fue un destacado karateka japonés afincado en España. 

## Biografía
En 1959 Kohata ve un largometraje titulado «Togyu ni kakeru otoko (El que apuesta contra el toro)», rodado en España, y le causa una gran impresión. Desde ese momento Kohata, con quince años, se plantea irse a España a conocer sus paisajes y vivencias.
Comienza Kohata en 1962 la práctica de Karate-Do Gensei Ryu con el maestro Setsuzo Kuruji, alumno directo de Seiken Shukumine y fundador de la Asociación Seido-Kai. También entrenó Kohata con el Maestro Sadao Ayase, quien tenía marcadas influencias de los Maestros Nakayama (JKA) Y Kinjyo (Kenshukai). Ayase fundó la Asociación Kenei-Kai y murió a los 49 años en accidente de circulación.
A los 18 años Kohata se prepara física y mentalmente para venir a España. Para demostrarse a sí mismo y a su familia el grado de madurez, recorre 500 km, desde Tokio a Matsuzaku, en dos semanas provisto tan sólo de un saco de dormir y una mochila.
En 1967 Kohata logra la licenciatura en Económicas por la Universidad japonesa de Sseshu.
En la primavera del año 1970 Kohata llega a Madrid, pero esta gran ciudad no le gusta y se marcha a Santander (Cantabria), en donde contacta con el Maestro Hattori. De Santander se traslada a Asturias y es aquí donde encuentra el paisaje y el ambiente que la película de 1959 había dejado en su retina. Se convierte este año en el pionero del Karate-Do Gensei Ryu en España.
Desde 1970 el Maestro Kohata difunde su Karate Gensei Ryu, comenzando sus enseñanzas en los gimnasios SUkurakan y Takeda II de Gijón y en el Takeda de Oviedo. En 1971 se titula en España como Entrenador Nacional de Karate y realiza en la localidad asturiana de El Entrego una exhibición de karate ante el entonces Príncipe de Asturias, Juan Carlos de Borbón.
El Maestro Kohata funda en 1985 la Asociación Gensei Ryu Karate-Do de España y publica un libro de katas del estilo Gensei Ryu. Este mismo año trae a España a su Maestro Setsuzo Kuruji para unificar criterios técnico-metodológicos.
De sus enseñanzas comienzan a surgir grandes competidores, árbitros, entrenadores y Presidentes de Federación. Desde el 4 de noviembre de 1978, en que se forma la primera Junta Directiva de la Federación Asturiana de Karate y Disciplinas Asociadas hasta el día de hoy, las enseñanzas del Maestro Kohata fueron la semilla de competidores en la élite mundial, Árbitros Mundiales, Entrenadores Nacionales, Seleccionadores Nacionales y Presidentes de Federación Autonómica, que convierten al Principado de Asturias en una de las potencias del karate Internacional.

## Obras
- Katas de gensei-ryu: karate-do / Hiromichi Kohata.  Gijón, 1985.